# Noccaea sarmatica
Noccaea sarmatica — вид рослин з родини капустяних (Brassicaceae); поширений у Молдові й Україні.

## Поширення
Поширений у Молдові й Україні.